# Canon T-serie
De Canon T-serie is de laatste reeks 35mm-spiegelreflexcamera's met handmatige scherpstelling van fabrikant Canon.
De T50 was de eerste in de reeks en werd in 1983 geïntroduceerd. De laatste T-serie-spiegelreflexcamera, de T60, verscheen in 1990. Elke camera in de reeks beschikt over een Canon FD-objectiefbajonet, dat compatibel is met de objectieven met handmatige scherpstelling van Canon.

## Canon T-serie
- T50 (1983)
- T70 (1984)
- T80 (1985)
- T90 (1986)
- T60 (1990)